# Fruchtbecherlinge
Die Fruchtbecherlinge (Ciboria) bilden eine Gattung aus der Ordnung der Helotiales mit 8 bis 15 Arten in Mitteleuropa. 

## Merkmale
Die Fruchtbecherlinge besiedeln abgestorbene Früchte oder Kätzchen höherer Pflanzen, die sie meist schwärzen und sklerotinisieren. Allerdings bilden sie keine eigenen separate Sklerotien, wodurch sie sich von den Gattungen Ciborinia und Sclerotinia unterscheiden. Ihre Fruchtkörper haben meist rötliche bis bräunliche Farben und sind deutlich gestielt. Ihre Ascusspitze färbt sich in Lugolscher Lösung violett. Ihre Sporen sind nicht septiert.
Ähnlich sind auch die Arten der Stromabecherlinge (Rutstroemia), diese besiedeln aber nie die Früchte, sondern höchstens die Fruchtschalen neben Holzteilen und Blättern. Außerdem sind deren Sporen manchmal septiert und schnüren Nebensporen ab.

## Ökologie
Die Fruchtbecherlinge leben saprobiontisch auf den Früchten oder Kätzchen höherer Pflanzen.

## Arten (Auswahl)
- Ciboria acerina: auf Weidenkätzchen und Sumpfporstblüten
- Erlenkätzchen-Becherling (Ciboria amentacea)
- Brauner Eichelbecherling (Ciboria batschiana): Erreger der Schwarzen Eichelfäule
- Birkenkätzchen-Becherling (Ciboria betulae)
- Ciboria caricis: auf alten Kätzchen von Hasel, Erle, Weide und Zitterpappel
- Ciboria calyculus
- Kätzchenbecherling (Ciboria caucus)
- Haselnuss-Becherling (Ciboria coryli)
- Ciboria dumbirensis
- Ciboria gemmincola
- Ciboria rufofusca
- Ciboria seminicola
- Erlenzäpfchen-Becherling (Ciboria viridifusca)

Der Fichtenzapfen-Becherling wurde von Baral zu Ciboria gestellt (Ciboria bulgarioides), er wird aber heute zur Gattung Rutstroemia gerechnet.

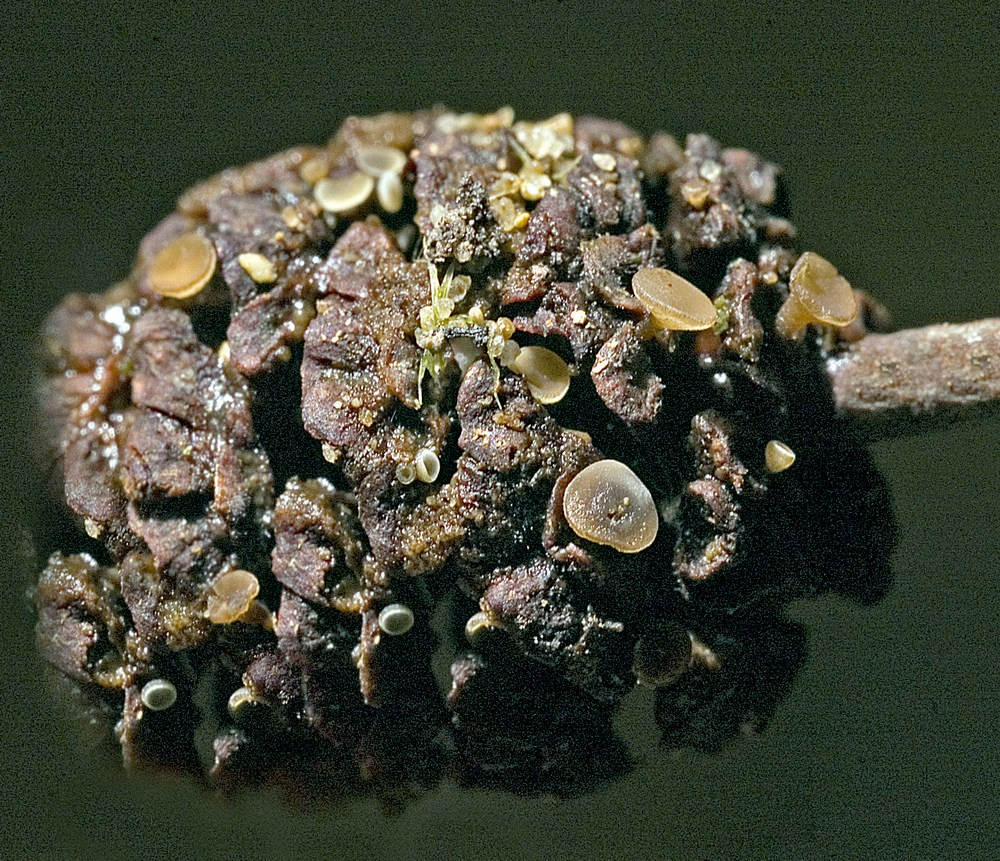
Erlenzäpfchen-Becherling (Ciboria viridifusca)

## Belege
- Ewald Gerhardt: Pilze. BLV Buchverlag, München 2006, ISBN 978-3-8354-0053-5
- Svengunnar Ryman & Ingmar Holmåsen: Pilze. Bernhard Thalacker Verlag, Braunschweig 1992, ISBN 3-8781-5043-1